# Isokon
La firme Isokon, basée à Londres, a été fondée en 1929 par l'entrepreneur anglais Jack Pritchard et l'architecte canadien Wells Coates pour concevoir et construire des maisons et des appartements modernistes, ainsi que des meubles et des accessoires pour les équiper. Initialement appelé Wells Coates et Partners, le nom a été changé en 1931 en Isokon, un nom dérivé de « Isometric Unit Construction », une allusion au Constructivisme russe.
En 1925, Pritchard était devenu directeur des ventes et du marketing pour la société britannique Venesta, filiale du fabricant estonien de contreplaqué A. M. Luther, basé à Tallinn. Après s'être rencontré à Paris, Pritchard engage la designer Charlotte Perriand par l'intermédiaire du cabinet d'architectes de Le Corbusier pour concevoir un stand pour Venesta à Olympia, Londres en 1929. Malgré son implication dans les Lawn Road Flats et la société Isokon, Jack Pritchard continue à travaille pour Venesta jusqu'en 1936. Pritchard a utilisé Venesta pour fabriquer ses meubles en contreplaqué Isokon.
La société Isokon n'a jamais connu de succès commercial. La fin est venue avec le déclenchement de La Seconde Guerre mondiale, lorsque l'approvisionnement en contreplaqué estonien a été coupé en raison de l'invasion soviétique des pays baltes, lorsque la société A. M. Luther à Tallinn a été confisquée. La société de meubles Isokon a cessé de faire des affaires en 1939, mais a été réouverte en 1963. Depuis 1982, les meubles sont fabriqués par Isokon Plus, anciennement connu sous le nom de Windmill Furniture, sous licence de la famille Pritchard.

## Lawn Road Flats

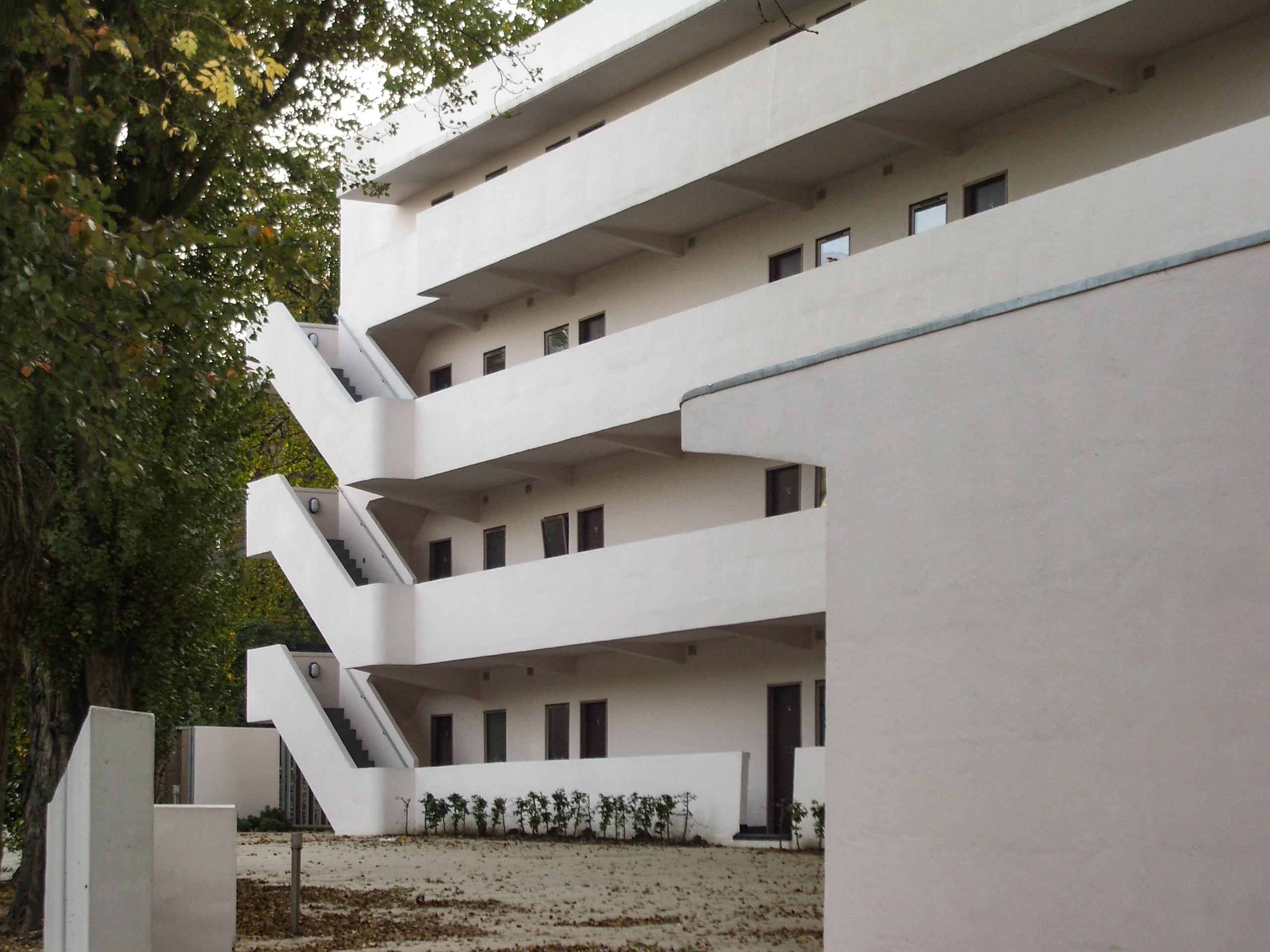
The Isokon Building

Le projet clé d'Isokon était les Lawn Road Flats à Hampstead, appelés le Isokon building depuis 1972, qui a été officiellement ouvert le 9 juillet 1934. Il a été conçu par Wells Coates d'après les instructions données par Molly Pritchard, basé sur le concept de Minimum Flat présenté à la conférence CIAM (Congrès internationaux d'architecture moderne) de 1929. En mars 1931, Wells Coates, Jack Pritchard et Serge Chermayeff avaient visité l'Allemagne, compris le Bauhaus et le Törten Estate à Dessau, tous deux conçus par Walter Gropius, qui ont éventuellement influencé la conception des Lawn Road Flats. Le processus de construction et l'événement d'ouverture ont été photographiés par Edith Tudor-Hart (née Edith Suschitzky) qui a été éduquée en 1928-30 à l'école du Bauhaus à Dessau, mais aussi un recruteur pour le renseignement soviétique. Destiné à être le nec plus ultra de la vie contemporaine, l'immeuble s'adressait aux jeunes professionnels. Il contenait 22 appartements simples, quatre appartements doubles, trois studios, des logements pour le personnel, des cuisines et un grand garage. Les services comprenaient le nettoyage des chaussures, la lessive, la préparation des lits et la nourriture envoyée par un monte plat à l'arrière du bâtiment.. En 1937, un restaurant et bar conçus par Marcel Breuer et F.R.S. Yorke, nommé l'Isobar, situé au rez-de-chaussée avec une aire extérieure surplombée, ont été ajoutés au bâtiment. Son deuxième directeur est Philip Harben, qui après la Seconde Guerre mondiale devient le premier chef de télévision de la BBC. Jack Pritchard a également créé un Supper club appelé The Half Hundred Club, ainsi nommé car il ne pouvait avoir plus de 25 membres qui pouvaient amener 25 invités. Ils dînéaient à l'Isobar, dans le penthouse de Pritchard dans la rue Lawn ou dans des endroits plus exotiques, comme le zoo de Londres.
Les appartements et l'Isobar sont devenus célèbres en tant que centre de vie intellectuelle dans le nord de Londres. Parmi les résidents figuraient l'écrivaine Agatha Christie et son mari, l'archéologue Max Mallowan, le recruteur du renseignement soviétique Arnold Deutsch qui était le contrôleur du groupe d'espions soviétiques éduqués à Cambridge qui sont devenus connus sous le nom de Cambridge Spy Ring, l'économiste et communiste né en Allemagne Jürgen Kuczynski, l'auteur Nicolas Monsarrat, l'ethnomusicologue Erich Moritz von Hornbostel, l'architecte Jacques Groag et sa femme textile designer Jacqueline Groag, les architectes Egon Riss et Arthur Korn et l'auteure Adrian Stokes. Les architectes britanniques Sir James Stirling et Alec Bright, plus tard directeur du Museo del Oro à Bogotá, en Colombie, résidaient dans les années 1960. Parmi les membres réguliers de l'Isobar figuraient les sculpteurs Henry Moore et Barbara Hepworth, le peintre Ben Nicholson et Naum Gabo, tous vivant localement, ainsi que Sir Julian Huxley, secrétaire de la Société zoologique de Londres 1935-1942.
Pritchard est resté à Londres pendant la Seconde Guerre mondiale tandis que Molly Pritchard et leurs enfants Jonathan et Jeremy sont partis pour l'Amérique où les enfants ont été placés dans un pensionnat au Canada tandis que Molly a déménagé chez Walter et Ise Gropius à Lincoln, dans le Massachusetts. Lawn Road Flats était populaire comme résidence pendant la guerre en raison de son béton armé, et malgré les bombes proches, a survécu au Blitz. Il a été repeint en brun pendant la guerre, car on craignait que sa surface blanche ne serve d'aide à la navigation pour les bombardiers allemands.
En 1955, Pritchard organise une fête pour le 21e anniversaire du bâtiment sur sa terrasse de toit. Philip Harben est revenu pour préparer la nourriture, l'écrivain architectural Nikolaus Pevsner a prononcé un discours et des lettres de Walter Gropius, Marcel Breuer et Agatha Christie ont été lues. Wells Coates ainsi que de nombreux résidents d'avant la Seconde Guerre mondiale ont assisté à l'événement.
À partir de 1966, Jack et Molly Pritchard passent de plus en plus de temps dans une nouvelle maison à Blythburgh, Suffolk, conçue par la fille de Jack, Jennifer Jones (née Tudor-Hart) et son mari Colin, bien qu'ils gardent le penthouse à Lawn Road Flats jusqu'à la mi-1970. Le bungalow moderne, également appelé Isokon, est toujours la propriété de la famille Pritchard.
Pritchard a vendu Lawn Road Flats en 1969 au magazine New Statesman, qui a démoli l'Isobar et l'a converti en appartements. Ils vendent ensuite le bâtiment au Conseil de Camden en 1972 pour le double du prix. Le bâtiment a été classé au grade II en 1974 par le Patrimoine anglais et au grade I en 1999. Malgré cela, il a souffert d'une mauvaise maintenance du Conseil de Camden et s'est détérioré gravement. Pendant cette période, il était principalement utilisé pour loger des hommes célibataires souffrant de problèmes de drogue, d'alcool et de santé mentale. Après une longue campagne pour sauver le bâtiment, il a été vendu à l'association de logement Notting Hill Housing Group en 2003, en offre conjointe avec Avanti Architects, dirigée par l'architecte John Allan, avec la promesse d'ouvrir un musée dans le bâtiment. Il contient maintenant 36 appartements, la plupart appartenant à des travailleurs clés tels que des infirmières et des enseignants, sur la base du partage des fonds propres. En juillet 2014, le garage du bâtiment a été transformé en exposition permanente qui raconte l'histoire du bâtiment, de ses résidents et de la société Isokon. Il est géré par l'organisme de bienfaisance à but non lucratif Isokon Gallery Trust et est ouvert de 11h à 16h tous les samedis et dimanches du début de mars à la fin octobre de chaque année.

## La Bauhaus en Grande-Bretagne
Le 8 novembre 1933, Fortnum & Mason, un grand magasin haut de gamme londonien avait inauguré une exposition des meubles de Alvar Aalto, « Wood Only », organisée par Philip Morton Shand et le magazine Architectural Review (en). L'exposition avait pour la première fois montré aux consommateurs et designers britanniques le potentiel esthétique du contreplaqué, un matériau auparavant rejeté en raison de son faible coût. L'année suivante, Shand et son collègue architecte Geoffrey Boumphrey ont fondé Finmar, détenant les droits exclusifs pour les meubles d'Aalto pour le Royaume-Uni. La même année en 1934, Shand a contribué à aider Walter Gropius, le fondateur du Bauhaus, à fuir l'Allemagne nazie et à s'installer à Londres. Gropius est arrivé en Angleterre le 18 octobre 1934 avec sa femme Ise Gropius. Ils se sont installés dans l'appartement 15 de Lawn Road Flats de Prichard jusqu'en mars 1937, date à laquelle ils sont partis pour les États-Unis après que Gropius se soit vu offrir le poste de professeur d'architecture à l'Université de Harvard. Gropius est rejoint quelques mois plus tard dans les Lawn Road Flats, par László Moholy-Nagy, et Marcel Breuer.
Prichard était à l'époque employé par Venesta, société sœur importatrice de la fabrique de meubles Luther en Estonie. En août 1935, Pritchard et Shand se sont rendu en Finlande où ils ont rencontré Aalto, et pu voir Huonekalu- ja Rakennustyötehdas la fabrique des meubles de Aalto à Turku ; ainsi que le sanatorium de Paimio, conçu par Aalto, où ils ont pu voir les créations pionnières de meubles en contreplaqué de Aalto dans leur contexte prévu.
L'expérience a fait une grande impression sur Pritchard et deux mois après son retour à Londres, il a lancé la Isokon Furniture Company, calquée sur Finmar. Pritchard avait en outre visité le Bauhaus de Dessau en mars 1931 et il connaissait donc le travail de Gropius et Breuer ;  et conscient du prestige que ces deux géants du mouvement moderne, trois avec Moholy-Nagy, accorderaient à son entreprise, il a nommé Walter Gropius, Controller of Design (directeur créatif effectif) de la compagnie, et Moholy-Nagy graphiste.
Moholy-Nagy, un autre ancien professeur du Bauhaus qui vivait aussi brièvement dans le bâtiment avec sa femme Sibyl Moholy-Nagy et sa fille Hattula, était arrivé en Grande-Bretagne depuis la Hollande en mai 1935. Moholy-Nagy a conçu du matériel promotionnel pour la société Isokon Furniture Company, compris des dépliants de vente, des cartes d'affichage et le logo de la société Isokon lui-même : un contour de chaise en contreplaqué courbe. Il a plus tard fondé la New Bauhaus à Chicago, rapidement rebaptisé l'IIT Institute of Design.
Un mois avant son départ pour les États-Unis, Gropius a recommandé Marcel Breuer, qui habitait l'appartement 16 du bâtiment à l'automne 1935, comme son remplaçant en tant que Controller of Design.
Le premier projet de Breuer pour Pritchard était une nouvelle version du fauteuil inclinable en aluminium qu'il avait conçu pour Embru à Zurich, cette fois réalisé en contreplaqué. Le 9 juin 1936, Pritchard a déposé le brevet britannique 812856 pour la Isokon Long Chair (BC1) et pour une version plus courte, connue sous le nom de BC2. Breuer a affiné le design de la chaise longue au cours des mois suivants et la production a commencé en 1937. Les sièges ont été produits et pliés à l'usine AM Luther à Tallinn, tandis que les cadres ont été réalisés à Londres par les menuisiers Mansell & Pfeifer.
La chaise a été pointée du doigt par les agents de brevet d'Aalto pour plagiat. Moholy-Nagy était proche d'Alvar et Aino Aalto et, après leur avoir rendu visite en Finlande en 1930, avait donné à sa fille Hattula le nom d'un village finlandais ; plus tard Molly Prichard a rencontré Aalto aux États-Unis, la rencontre a été cordiale. Finalement l'affaire s'est éteinte avec le commencement de la seconde Guerre Mondiale.
Les meubles que Breuer a conçus à Isokon sont des pièces très influentes du mouvement moderniste, et comprennent des chaises, des tables et la chaise longue et courte.
Le quatrième résident de la Bauhaus à Lawn Road Flats était Naum Slutzky, orfèvre né en Russie qui avait enseigné à l'école de la Bauhas à Weimar. Il est resté en Grande-Bretagne jusqu'à sa mort en 1965.
Le 9 juillet 2018, une plaque bleue du patrimoine anglais pour les trois membres du Bauhaus, Walter Gropius, Marcel Breuer et László Moholy-Nagy a été dévoilée sur le bâtiment.

## Isokon furniture revival
Pritchard a relancé la société de meubles Isokon en 1963. Pritchard a engagé Ernest Race, ancien designer de meubles pour le Festival of Britain. En 1968, Pritchard a autorisé John Alan Designs, basé à Camden, à Londres, à produire la Long Chair, Nesting Tables et le Isokon Penguin Donkey Mark 2 conçus par Ernest Race. Le Isokon Penguin Donkey Mark 2 est devenu un succès commercial grâce au soutien d'Allen Lane, le fondateur de Penguin Books. En 1982, Chris McCourt de Windmill Furniture a reçu le relais de Jack Pritchard pour fabriquer les meubles historiques Isokon. Le premier mobilier à être ajouté à la collection depuis 1963 a été conçu par le duo BarberOsgerby. Edward Barber et Jay Osgerby avaient récemment obtenu leur diplôme de la Royal College of Art quand ils ont conçu leur première pièce, la Loop Coffee Table, en 1996. Le design en contreplaqué plié devait être le premier de plusieurs meubles que les concepteurs ont créés pour ce qui est maintenant appelé Isokon Plus. La plus récente est la Bodleian Chair des bibliothèques historiques de l'Université d'Oxford.

## Conceptions originales de meubles Isokon
En 1933, les premiers meubles produits par Isokon étaient des boîtes à livres en contreplaqué, des étagères modulaires conçues par Wells Coates et fabriquées par Venesta. Les unités de livres et leurs variantes avaient connu un certain succès et Isokon avait également commencé à commercialiser les produits d'autres sociétés, comme Finmar et PEL. Avec l'arrivée de Gropius et de Breuer, des tables et des chaises en contreplaqué s'ajoutent à leur catalogue. Les progrès furent modestes jusqu'à ce que la chaise longue de Breuer entre en production; cependant, avant que le marché n'ait pu être pleinement développé, la guerre éclata, coupant Isokon de ses fournisseurs de matières premières et de son principal fabricant. Après la guerre, Jack Pritchard fit plusieurs tentatives pour relancer l'entreprise et finalement la production de la chaise longue reprit, ainsi que des versions révisées de la bibliothèque Penguin Donkey et du Bottleship,redessinées par Ernest Race.

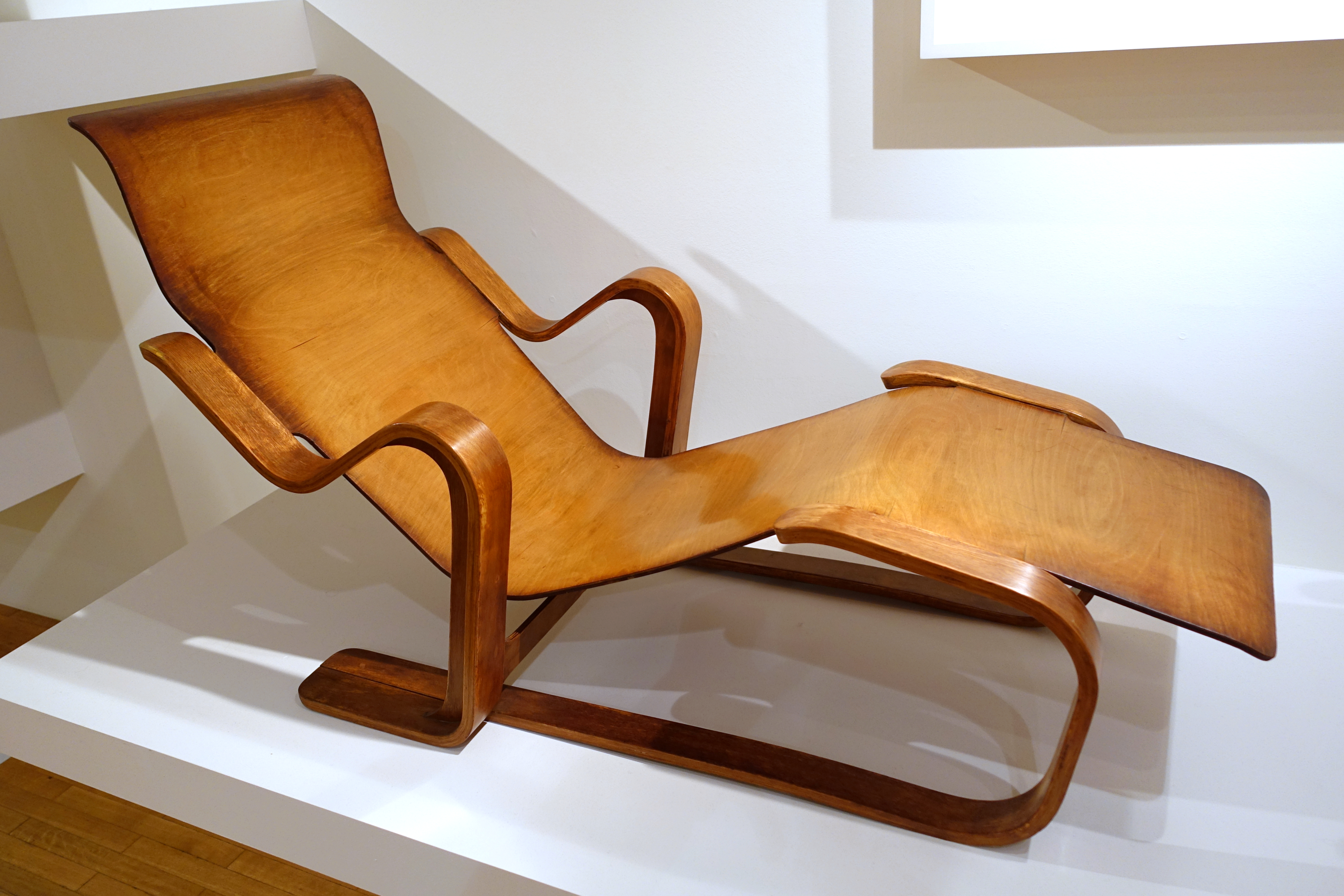
Isokon Long Chair, conçu par Marcel Breuer, Isokon Furniture Company, 1935

- Isokon/Venesta Stool (designer unknown, 1933)
- Isokon Book Units (conçu par Wells Coates, 1933)
- Desk made from Isokon Book Units (conçu par Wells Coates, 1933)
- Aluminium Waste Paper Basket (conçu par Walter Gropius, 1935)
- Side Table (conçu par Walter Gropius, 1936)
- Isokon Nesting Tables (conçu par Marcel Breuer, 1936)
- Isokon Dining Table (conçu par Marcel Breuer, 1936)
- Isokon Stacking Chair (conçu par Marcel Breuer, 1936)
- Isokon Long Chair (conçu par Marcel Breuer, 1935-6)
- Isokon Short Chair (conçu par Marcel Breuer, 1935-6)
- The Gull (conçu par Egon Riss, 1939)
- The Pocket Bottleship (conçu par Egon Riss, 1939)
- The Bottleship (conçu par Egon Riss, 1939)
- The Penguin Donkey (designer by Egon Riss, 1939)
- The Bottleship Mark 2 (conçu par Ernest Race, 1963)
- The Penguin Donkey Mark 2 (conçu par Ernest Race, 1963)

## Later Windmill/Isokon Plus designs
- Loop Coffee Table (conçu par BarberOsgerby, 1996)
- Flight Stool (conçu par BarberOsgerby, 1998)
- Wing Unit (conçu par Michael Sodeau, 1999)
- Home Table (conçu par BarberOsgerby, 2000)
- Shell Table and Chair (conçu par BarberOsgerby, 2002)
- Portsmouth Bench (conçu par BarberOsgerby, 2002)
- Donkey 3 (conçu par Shin & Tomoko Azumi, 2003)
- Bodleian Libraries Chair (conçu par BarberOsgerby, 2014) [réf. nécessaire]
- Iso-lounge Chair (conçu par Jasper Morrison, 2021)